# Acessibilidade web
A expressão acessibilidade Web refere-se a prática inclusiva de fazer websites que possam ser utilizados por todas as pessoas que tenham deficiência ou não. Quando os sites são corretamente concebidos, desenvolvidos e editados, todos os usuários podem ter igual acesso à informação e funcionalidade.
A Acessibilidade consiste na facilidade de acesso e de uso de ambientes, produtos e serviços por qualquer pessoa e em diferentes contextos. Envolve o Design Inclusivo, oferta de um leque variado de produtos e serviços que cubram as necessidades de diferentes populações (incluindo produtos e serviços de apoio), adaptação, meios alternativos de informação, comunicação, mobilidade e manipulação [Francisco Godinho, 2010].
Muitas pessoas com incapacidades necessitam da acessibilidade na Web para realizar suas atividades. Para que essas pessoas usufruam e contribuam para a Web de uma forma eficaz, é necessário que surjam, cada vez mais, softwares mais acessíveis.
Por exemplo, quando um site é desenvolvido utilizando corretamente as semânticas HTML, acrescentando a descrição textual alternativa equivalente ao conteúdo das imagens e com links nomeados de forma significativa, esta ação ajuda usuários cegos ou com deficiência visual a obterem auxílio com o uso de softwares Leitores de Textos e/ou com hardware específico para transformação do texto em Braille.
Quando o texto e as imagens são grandes e/ou passíveis de ampliação a leitura e compreensão do conteúdo torna-se mais fácil para os usuários com visão deficiente. Quando os links são sublinhados (ou diferenciados de outra maneira) e também coloridos, tem-se a garantia de que usuários daltônicos sejam capazes de diferenciá-los. Quando os links e áreas clicáveis são grandes isso ajuda os usuários que não podem controlar um mouse com precisão. Quando as páginas são codificadas para os usuários poderem navegar utilizando somente o teclado ou uma única tecla de acesso ajuda os usuários que não pode utilizar um mouse ou até mesmo um teclado padrão. Quando vídeos são legendados ou são disponibilizados com versões em língua de sinais, os usuários surdos ou com dificuldade de audição podem entender o vídeo. Quando são evitados ou tornados opcionais os efeitos de "pisca-pisca" ou efeitos luminosos estroboscópicos os usuários propensos a fotoconvulsões não são colocados em risco. E quando o conteúdo é escrito em linguagem simples e ilustrado com gráficos e animações instrucionais os usuários com dislexia e dificuldades de aprendizagem são capazes de compreender melhor o conteúdo. Quando os sites são corretamente construídos e mantidos, as necessidades de todos esses usuários podem ser acomodadas, sem causar impacto na usabilidade do site para os demais usuários.
Segundo Tim Berners-Lee “o poder da web está na sua universalidade. O acesso por todas as pessoas, não obstante a sua deficiência, é um aspecto essencial”.
Atualmente, a Web é um recurso de grande importância para todos. Sendo assim, é necessário que esta seja de fácil acesso para dar oportunidades de participação a todas as pessoas com necessidades especiais.
As necessidades que a "acessibilidade web" pretende abordar incluem:
- Visual: Deficiências visuais, incluindo cegueira, vários tipos comuns de baixa visão e baixa acuidade visual, vários tipos de daltonismo;
- Motora / Mobilidade: por exemplo, dificuldade ou impossibilidade de utilizar as mãos, incluindo tremores, lentidão muscular, perda ou baixo controle muscular, entre outras, devidas a condições tais como doença de Parkinson, distrofia muscular, paralisia cerebral, acidente vascular cerebral;
- Auditivos: Surdez ou deficiência auditiva, incluindo indivíduos com pouca audição;
- Convulsões: convulsão visual causada pelos efeitos estroboscópicos ou pisca-pisca.
- Cognitiva / Intelectual: Deficiência de desenvolvimento, dificuldades de aprendizagem (dislexia, discalculia, entre outras), e deficiências cognitivas de várias origens, afetando a memória, a atenção, o desenvolvimento (maturidade) as habilidades lógicas e de resolução de problemas, entre outras;

## Tecnologias de assistência usadas para navegar na Internet
Os indivíduos que possuem uma deficiência podem usar tecnologias de assistência como as descritas a seguir para permitir a navegação na web e acessar conteúdos:
- Software leitor de tela, que pode ler o conteúdo textual usando um sintetizador de voz e selecionando os elementos são exibidos no monitor (útil para os usuários com dificuldades para ler ou aprendizagem) ou os que não podem ler ou ver o que está acontecendo em o computador (utilizado por usuários cegos ou com visão prejudicada).
- Terminais Braille, consistindo de um display em Braille, que transforma os caracteres de texto para caracteres em Braille (geralmente por meio da mobilização de pinos através de orifícios em uma superfície plana) quer seja em um QWERTY Braille ou teclado.
- Software de Ampliação de tela, que amplia o que é exibida no monitor do computador, tornando-a mais fácil de ler para usuários com a visão prejudicada.
- Software de reconhecimento de fala que aceita comandos de voz no computador ou ditados na forma gramatical de texto - útil para aqueles que têm dificuldade para usar um mouse ou teclado.
- Teclado com superposições, o que pode tornar mais fácil e precisa a digitação para aqueles que têm dificuldades motoras.

## Orientações sobre web design acessível
Em 1999 a Web Accessibility Initiative (WAI), um projeto com o World Wide Web Consortium (W3C), publicou o Web Content Accessibility Guidelines # WCAG 1,0. Desde então estes têm sido amplamente aceitos como as orientações definitivas sobre a forma de criar websites acessíveis na Web.
A 11 de Setembro de 2008, a WAI oficializou o WCAG 2.0 como conjunto de directrizes actualizadas e tecnologicamente neutras para a acessibilidade na Internet.

## Elementos essenciais para acessibilidade web
Para que a web possa ser acessível, 7 componentes devem ser incluídos:
1. O conteúdo de páginas Web devem conter informação naturais (texto, imagens e som)
2. Navegadores da Web e tocadores de mídia
3. Software de tecnologia de assistência
4. Usuários com conhecimento e experiência em utilizar a Web
5. Os desenvolvedores
6. Ferramentas de desenvolvimento
7. Ferramentas de Avaliação

- Esses componentes interagem uns com os outros para criar um ambiente que seja acessível às pessoas com deficiência.

"Desenvolvedores da Web normalmente usam Ferramentes de Desenvolvimento e Avaliação para criar conteúdo para a Web. As pessoas ("usuários") usam navegadores da Web, Media players, ou outras tecnologias assistivas (user agents) para receber e interagir com o conteúdo."

## Ferramentas para teste de acessibilidade web
Medir a acessibilidade de um site é um dos primeiros passos para permitir que pessoas com algum tipo de limitação possam usar sistemas interativos de forma satisfatória. Existe situações em que uma equipe que está a frente do projeto acredita que tudo está sendo desenvolvido da melhor maneira possível, tendo preocupação com a acessibilidade e abrangendo o maior público possível. Porém, ao submeter o site a um teste de acessibilidade via uma ferramenta percebesse que a história é um pouco diferente, é visto que detalhes acabam passando despercebidos e por mais sutis que sejam causam um grande impacto para o público que possui alguma necessidade de acessibilidade.
De acordo com o Serviço Federal de Processamento de Dados (SERPRO), vinculado ao Ministério do Planejamento do Governo Federal, a validação da acessibilidade deve ser feita por meio de ferramentas e da revisão humana. Por mais que as ferramentas sejam geralmente mais rápidas, elas não conseguem verificar todos os aspectos possíveis. Já com a revisão humana podemos ter uma avaliação mais precisa.
A vantagem de se usar ferramentas é incluir a possibilidade de identificar uma variedade de problemas que poderiam afetar um grupo de pessoas, além do custo benefício e automação.
Dentre as diversas ferramentas existentes, podemos citar:
- «Constrat Checker». É uma ferramenta de verificação de contrastes de acordo com as diretrizes da WCAG nas versões 2.0 e 2.1, do World Wide Web Consortium (W3C). A ferramenta verifica os contrastes nos níveis AA e AAA. Você pode inserir o código da cor ou seletor de cores fornecido no site. Também oferece opções de correções de cores mais adequada ao site e assim promovendo maior acessibilidade à interface. No entanto, o algoritmo considera apenas fontes de cor e contraste, excluindo outros aspectos.
- eScanner(Extensão Chrome) O eScanner é uma ferramenta para validação automática de acessibilidade de páginas Web segundo o Modelo de Acessibilidade de Governo Eletrônico  – e-MAG.  Ele foi construído para realizar uma varredura rápida no código fonte do documento aberto no navegador e exibir erros e alertas encontrados com base nas recomendações do e-MAG.
- {{Link||2=https://asesweb.governoeletronico.gov.br |3=ASES |4=O ASES é uma ferramenta que permite avaliar, simular e corrigir a acessibilidade de páginas, sítios e portais.[4] O ASES avalia o site por meio de um sistema de porcentagem e relata resumos de acessibilidade por recomendações do e-MAG, mostrando os erros e dando a possibilidade de correção.

## Crítica sobre as diretrizes da WAI
Para uma visão geral sobre a crítica ao processo W3C, leia Putting the user at the heart of the W3C process. Nos artigos, tais como, To Hell with WCAG 2.0 e Testability Costs Too Much,a WAI tem sido criticada por permitir WCAG 1,0 por tentar barrar as etapas para o avanço das tecnologias e técnicas para criar e consumir conteúdo da Web, devido a lentidão do processo de desenvolvimento do WCAG 2,0, tornando as novas orientações de difícil navegação e compreensão, e outros falhas alegadas. Em uma tentativa de fornecer orientações que se destinam a ser atualizadas, mais fáceis de entender e, mais relevante e práticas para responsáveis do desenvolvimento de projetos para Web, o Projeto Joe Clark's WCAG Samurai publicou uma errata não-oficial do WCAG 1,0.